# Kesselbach (Zwiefalter Aach)
Der Kesselbach oder die Kessel-Aach ist ein etwa 600 m langer, rechter Zufluss der Zwiefalter Aach in Zwiefalten in Baden-Württemberg.

## Geographie

### Kesselquelle

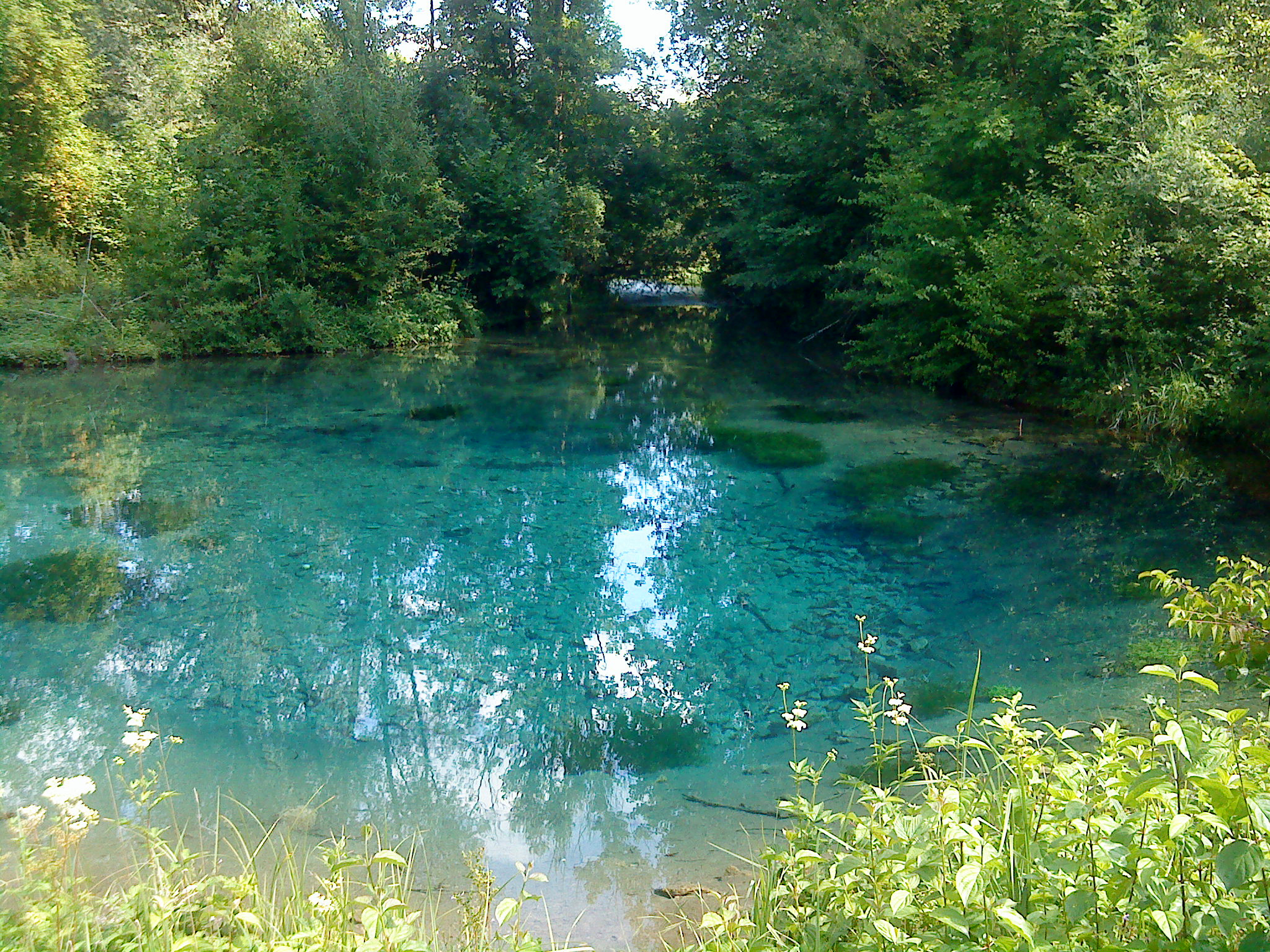
Die Kesselquelle

Die Kesselquelle, manchmal nur der Kessel genannt, liegt am westlichen Ortsrand von Zwiefalten im unteren Tobeltal. Es ist eine Karstquelle mit einem bläulich schimmernden Quelltopf, die durchschnittlich 700 l/s (minimal 350 l/s und maximal 1.570 l/s) schüttet. Ein Teil des Quellwassers wird in die Albwasserversorgung eingespeist. Der 22 Meter breite und vier Meter tiefe Quelltopf steht unter Naturschutz und ist komplett umzäunt. Das Wasser, das einst die Tobeltalhöhle etwas über einen halben Kilometer weiter oben im Tobeltal durchfloss, hat sich im Laufe der Jahrtausende einen neuen Weg zur Kesselquelle gebahnt.

### Verlauf
Weniger als 50 Meter unterhalb seiner Quelle nimmt der Kesselbach den mit seinem Oberlauf Flözenbach zusammen 4,6 km langen Tobelbach auf, der erst nördlich, später nordöstlich läuft und im Sommer manchmal trockenfällt. Der Kesselbach selbst fließt zuerst nach Nordosten, knickt dann in Richtung Ostsüdosten ab und mündet gegenüber dem Kloster Zwiefalten in die Zwiefalter Aach. 
Auf alten Karten vereinten sich dort dagegen Zwiefalter Aach und Kessel-Aach zur Aach. Noch heute weist ein Schild am Zusammenfluss darauf hin, wie daraus der Ortsname Zwiefalten entstand:
Zusammenfluss der zwiefältigen Aach = Zwiefaltach = Zwiefalten

### Zuflüsse
- Tobelbach (links, zeitweilig trocken), 4,6 km